# Acétate de géranyle
L'acétate de géranyle ou acétate de géraniol est un monoterpène naturellement présent dans les agrumes, de formule C12H20O2. Il s'agit de l'ester acétate de géraniol mais aussi de l'isomère trans de l'acétate de néryle. Il est présent dans plus de 60 huiles essentielles dont celles de citronnelle de Ceylan, palmarosa, petit-grain, néroli, géranium, coriandre, carotte et sassafras.

## Préparation
Il est obtenu par distillation fractionnée d'huiles essentielles. On le prépare aussi en hémisynthèse par acétylation du géraniol, un terpène naturel plus commun.

## Utilisation
L'acétate de géranyle est principalement utilisé en parfumerie et en cosmétique pour apporter des arômes floraux et fruités de lavande et de rose.